# أبو عثمان سعيد العقباني
أبو عثمان سعيد بن محمد بن محمد العقباني 

## اسمه
هو الإمام أبو عثمان سعيد بن محمد بن محمد العقباني التُّجِيبي التلمساني. والعقباني نسبة على قرية من قرى الأندلس تسمى عُقبان كما جاء في «البستان»، أو لعُقاب اسم قرية كما في «شجرة النور».
يقول أحمد بابا التنبكتي في كتاب  «نيل الابتهاج بتطريز الديباج»  :
«العقباني نسبة لعقبان، قرية بالأندلس، أصله منها، تجيبي النسب، إمام فاضل، متفنن في علوم شتّى، قرأ الفرائض على الحافظ السطّي وولي قضاء بجاية وتلمسان وسلا ومراكش، وكان يقال له رئيس العقلاء».

## مولده ونشأته
ولد الإمام سعيد العقباني بتلمسان سنة (720هـ). ولا تسعفنا المصادر التي ترجمت له بالوقوف على ظروف نشأته وعائلته وغير ذلك، واكتفت بذكر اسمه ومهامه التي تقلدها وبعض شيوخه وتلاميذه ومؤلفاته، إلا أننا نعلم أن الإمام العقباني نشأ في ظل الدولة المرينية التي اعتنت بالعلوم الشرعية أيّما اعتناء، حتى كان منهم سلاطين علماء، كأبي عنان المريني (729ـ759هـ) الذي تنقل بعض المصادر أنّ العقباني روى عنه صحيح البخاري والمدونة.

## تعليمه وشيوخه
أخذ الإمام سعيد العقباني العلم عن أبرز مشايخ عصره بالمغرب، وصار راسخ القدم في العلوم العقلية والنقلية، وبلغت رتبته في تحقيق العلوم الشرعية رتبة أعلم أهل عصره بالغرب الإسلامي كالإمام ابن عرفة والإمام الشريف التلمساني والإمام المقري. وقد ترك مشايخُه بصمات على توجهه في التأليف والتخصص، سيما في علم الفرائض الذي أتقنه على السطي الآتي ذكرُه والآبلي، فصنف فيه شرحه المتميز على الحوفية. وفيما يلي ذكر بعض من أخذ العُقباني عنهم العلوم.
1. محمد بن إبراهيم بن أحمد العبدري التلمساني عرف بـ«الآبلي» (681 ـ757هـ). الإمام العلامة، مجمع على إمامته. أعلم العالم بفنون المعقول. أخذ عن أبي الحسن التنسي وابن البناء المراكشي. قال التنبكتي:«وأخذ عن صاحب الترجمة أئمة كالشريف التلمساني وابن الصباغ والرهوني وابن مرزوق والعُقباني وابن عرفة وابن عباد»
2. محمد بن علي بن سليمان «السطي» (تـ749هـ).عبد الله محمد بن سليمان السّطّي هو الإمام الفقيه الفرضي حافظ المغرب وشيخ الفتيا وهو من قبيلة سطّة من بطون أوربة بنواحي فاس أخذ عنه سعيد العقباني في المنصورة التلمسانية في أواخر رجب عام 738هـ الموافق نصف فبراير 1338م كان يدرس الحوفية بطريقة العدد الصحيح وطريقة اللفات وطريقة الجبر والمقابلة وله تعليق على المدوّنة وأخذ الفقه عن أبي الحسن الصغير الزرويلي وأبي إسحاق اليزناسني، والفرائض عن علي الطنجي. وإليه المرجع في حل عقد «الحَوفي» فيها. له مشاركة تامة في الحديث والأصلين واللسان. وهو ذو ديانة شهيرة وصلاح متين. وله تقييدات على «الحَوفي». مات غريقا في نكبة الأسطول المريني في 8 ذي القعدة الحرام سنة 749هـ، وقيل في التي تليها. نقل التنبكتي في ترجمة العقباني أنه «قرأ الفرائض على الحافظ السطي.»
3. أبو زيد عبد الرحمن بن محمد بن عبد الله ابن الإمام التنسي التلمساني (تـ743هـ). «العالم الراسخ والعلم الشامخ الحافظ النظار المتحلي بالوقار الشائع الصيت شرقا وغربا. وهو أكبر الأخوين المشهورين بابني الإمام التنسي»«. قال ابن فرحون: «سمع ـ أي سعيد العقباني ـ من ابني الإمام أبي زيد وأبي موسى وتفقّه بهما»
4. أبو موسى عيسى ابن الإمام التنسي التلمساني (تـ749هـ). نعته مخلوف بخاتمة الحفاظ بالمغرب. وهو أخو أبا زيد المتقدم ذكره. سمع العقباني عليه جميع صحيح البخاري؛ قال الوادي آشي في ثبته: «وقال القاضي أبو عثمان العقباني: سمعت جميعه على الإمام أبي موسى عيسى بن محمد ابن الإمام المذكور بمدرسته بتلمسان في مجالس آخرها غرة ذي الحجة عام اثنين وأربعين وسبع مائة»

## توليه القضاء
وقد ولي الإمام العقباني القضاء ببجاية وتلمسان وسلا ومراكش ووهران وهنين، وأكد ذلك ابن فرحون قائلا:
| أبو عثمان سعيد العقباني | وصدراته في العلم مشهورة، وُلي قضاء الجماعة ببجاية في أيام السلطان أبي عنان والعلماء يومئذ متوافرون، وولي قضاء تلمسان، وله في ولاية القضاء مدة تزيد على أربعين سنة. | أبو عثمان سعيد العقباني |

ونقل التنبكتي عن ابن مرزوق الحفيد قوله:
| أبو عثمان سعيد العقباني | كان علامة، خاتمة قضاة العدل بتلمسان | أبو عثمان سعيد العقباني |

ويقول فيه يحيى بن خلدون في كتاب بغية الرواد في أخبار بني عبد الواد:
| أبو عثمان سعيد العقباني | الفقيه القاضي أبو عثمان سعيد بن محمد العقباني، أوّل نجباء بيته، ذو نبل ونباهة ودراية، وتفنّن في العلوم ومهارة، حذق في الحساب والهندسة ولي قضاء الجماعة بتلمسان وبجاية، ومراكش، وسلا، ووهران، وهنين، فحمدت في جميعها سيرته عدلا وجزالةً وهو الآن خطيب الجامع الأعظم بتلمسان | أبو عثمان سعيد العقباني |

## تلاميذه
بعد أن بلغ الشيخ سعيد العقباني مرتبة عالية في تحقيق العلوم، صار من المنطقي أن يتخرج به ثلة من العلماء الذين كانوا في زمانه وبعد ذلك أئمة وُصفوا بالمحققين والمجتهدين، بل وبمشايخ الإسلام. وفيما يلي ذكر لبعضهم:
1. قاسم بن سعيد بن محمد العقباني التلمساني التجيبي، أبو القاسم، ويكنى بأبي الفضل (768ـ 854هـ)، وهو ابن الإمام سعيد العقباني. وصفه صاحب البستان بشيخ الإسلام ومفتي الأنام الفرد الحافظ القدوة العلامة المجتهد العارف المعمر ملحق الأحفاد بالأجداد الرحلة الحاج، له أخلاق مرضية قل أن يرى مثلها. قرأ على والده وغيره وتوفر على البحث والدرس حتى حصّل العلوم وبلغ درجة الاجتهاد.
2. ابن مرزوق الحفيد، محمد بن أحمد بن محمد، أبو الفضل (766ـ842هـ)، الإمام المشهور العلامة الحجة الحافظ المطلع المحقق الكبير الثقة الثبت الفقيه النظار المجتهد. قال التنبكتي: «أخذ العلم عن جماعة كأبيه وعمه والإمام سعيد العقباني.»
3. إبراهيم بن محمد المصمودي. نعته مخلوف في شجرة النور بالشيخ الإمام العلامة الفقيه المحقق الفهامة رئيس الصلحاء والزهاد والأئمة العباد صاحب الكرامات المشهورة والديانة المأثورة الولي المجاب الدعوة. ثم قال: أخذ عن أعلام كموسى العبدوسي والآبلي وأبي عبد الله الشريف وسعيد العقباني."
4. أبو الفضل محمد بن إبراهيم بن عبد الرحمان بن محمد بن عبد الله بن الإمام التلمساني. حلاه ابن مريم بالإمام العلامة الحجة النظار المحقق العارف اللوذعي الرحلة أحد أقران الحفيد بن مرزوق. ثم قال: «وأخذ هو عن سعيد بن محمد العقباني.»
5. أحمد بن محمد بن عبد الرحمن الشهير بابن زاغو المغراوي التلمساني (782ـ 845هـ). الإمام العالم الفاضل القدوة الناسك العابد المصنف. قال التنبكتي: «أخذ عن إمام المغرب سعيد العقباني.»[3]
6. محمد بن محمد بن ميمون أبو عبد الله الأندلسي الجزائري المغربي المالكي ويعرف بابن الفخار لكونها حرفة جده. ولد بالجزائر ثم رحل إلى المغرب وقرأ بها القرآن والفقه ثم تحول إلى تلمسان وقطن مدة حريصاً على قراءة العلم على جماعة من شيوخها كقاضي الجماعة بها أبي عثمان سعيد العقباني.
7. أبو يحيى عبد الرحمان ابن الإمام محمد الشريف التلمساني (757ـ 826هـ)، وهو معروف بأبي يحيى.[4] وصفه مخلوف بالإمام العلامة العمدة الفهامة شريف العلماء وعالم الشرفاء وخاتمة المفسرين. ثم قال: «أخذ عن أبيه وبه تفقّه، وسعيد العقباني.»
8. أبو العباس أحمد بن يحي بن محمد بن عبد الواحد بن علي الونشريسي (834هـ - 914هـ) من علماء الجزائر الأعلام وفقهائها البارزين في القرن التاسع الهجري.
9. يقول أبو عبد الله المُجَاري الأندلسي (ت862هـ / م 1457):"

ومنهم من أخذت عنه بتلمسان وهو الإمام المحقق، وحيد أهل زمانه في المعقول، وقدوتهم في المنقول، أبو عثمان سعيد بن محمد بن محمد ".

## ثناء العلماء عليه
شهدت نصوص العلماء برفعة قدر الإمام العقباني، فنَعته معاصره ابن فرحون بأنه «إمام عالِم فاضل، فقيه مذهب مالك، متفنِّن في العلوم»،
ووصفه تلميذه شيخ الإسلام ابن مرزوق الحفيد بأنه «وحيد دهره وفريد عصره، بقية العلماء الراسخين، ووارث الفضلاء المجتهدين»،
ووصفه الإمام السنوسي عند حديثه عن كتابه «المقرّب المستوفي في شرح فرائض الحوفي» ذاكرا أنه اعتمد فيه على شرح الإمام العقباني على تلك الفرائض، واصفا إياه بـ«الشيخ الإمام العلامة العلَم ذي الآراء العجيبة والتصرفات الفائقة الغريبة» وواصفا شرحه بأنه «تقف عقول النجباء عنده، وأنه لم يَرَ الراءون ولا يرون ـ والله أعلم ـ مثله قبله ولا بعده» اهـ،
ونقل التنبكتي عن بعضهم قوله في حقِّ الإمام العقباني: «وكان يقال له رئيس العقلاء.»

## وفاته
توفي الإمام سعيد العقباني عام أحد عشر وثمانمائة 811هـ كما نقل التنبكتي ذلك عن الونشريسي في وفياته، ودفن في تلمسان.

## مصنفاته
تشهد بعض العناوين التي وصلتنا عن مؤلفات الإمام العقباني على تبحره في شتى المعارف والعلوم التي تتعاطى يومئذ في الإسلام، فقد صنف في أصول الدين، وهو علم يحتاج في مراتب إلى الجدل والمنطق لكشف اللبس عن المعتقد ورفع الشُّبَه وتحقيق الحق وإبطال الباطل بالأدلة العقلية النظرية الموصلة إلى حكم الضرورة عند المنكر لها، ومن هنا كان للعقباني شرح على متن الجُمل الشهير في المنطق للخونجي، كما تخصص في علم الفرائض وغيره من العلوم الفقهية التي أهلته لتولي القضاء أكثر من أربعين سنة. وفيما يلي تعريف بما وصلنا من مصنفاته.
1. شرح الحَوفية.[5] ومتن الحوفية هو مختصر في علم الفرائض للشيخ أحمد بن محمد بن خلف أبو القاسم الحوفي القاضي المالكي العالم بالفرائض (تـ 588هـ). قال ابن فرحون: وله تآليف منها شرح الحوفي في الفرائض لم يؤلَّف عليه مثله." وتقدم أن الإمام السنوسي اعتمد عليه في تصنيفه لكتابه "المقرّب المستوفي في شرح فرائض الحوفي"، وأنه وصف بالشرح الذي "تقف عقول النجباء عنده، ولم يَرَ الراءون ولا يرون ـ والله أعلم ـ مثله قبله ولا بعده" اهـ. والشرح لا يزال مخطوطا ولم يحقق والله أعلم.
2. شرح الجُمل للخونجي في المنطق.[5] قال الشيخ ابن مرزوق الحفيد في مقدّمة شرحه لجمل الخونجي الذي سماه: «نهاية الأمل في شرح الجمل»: «وشرحه شيخنا وحيد دهره وفريد عصره، بقية العلماء الراسخين، ووارث الفضلاء المجتهدين: أبي عثمان سعيد بن محمد العقباني أمتع الله ببقائه وزاد في علوّه وارتفاعه». توجد منه نسخة بمكتبة حسين جلبي، ضمن مكتبة بروسه الوطنية / تركيا. تحت رقم 725.
3. الوسيلة بذات الله وصفاته.
4. شرح العقيدة البرهانية. وهو شرح على عقيدة الإمام أبي عمرو عثمان السلالجي (521ـ 594هـ) التي اختصرها من كتاب «الإرشاد إلى قواطع الأدلة في أصول الاعتقاد» لإمام الحرمين الجويني. وقد منَّ الله تعالى بجمع بعض نسخه النادرة وتحقيقه.
5. شرح مختصر ابن الحاجب الأصولي. قال التنبكتي: وألف "شرحًا جليلا على ابن الحاجب الأصلي . وقد أشار إليه الإمام العقباني في آخر شرحه لكتاب "الوسيلة". والشرح مخطوط توجد منه نسخة في خزانة القرويين بفاس، وقطعة من آخره بالمكتبة الوطنية بتونس.
6. شرح التلخيص لابن البناء. وهو كتاب تلخيص أعمال الحساب لأبي العباس أحمد بن البناء المراكشي (654 ـ721هـ).
7. شرح قصيدة ابن ياسمين في الجبر والمقابلة.
8. شرح البردة.
9. شرح سورتي الأنعام الفتح. قال ابن فرحون: «وشرحه لسورة الفتح أتى فيه بفوائد جليلة.»
10. لب اللباب في مناظرات القباب. ذكر الحجوي في ترجمة القباب أنه «له مناظرات مع إمام تلمسان العقباني ألّفها العقباني وسماها: لبّ الألباب في مناظرات القباب، نقلها الونشريسي في نوازله».
11. وللقاضي سعيد العقباني فتاوى عديدة نقل بعضها الونشريسي في «المعيار المعرب».

## وصلات خارجية
- العقباني
- ترجمة العقباني